# یهودیت معبد دوم

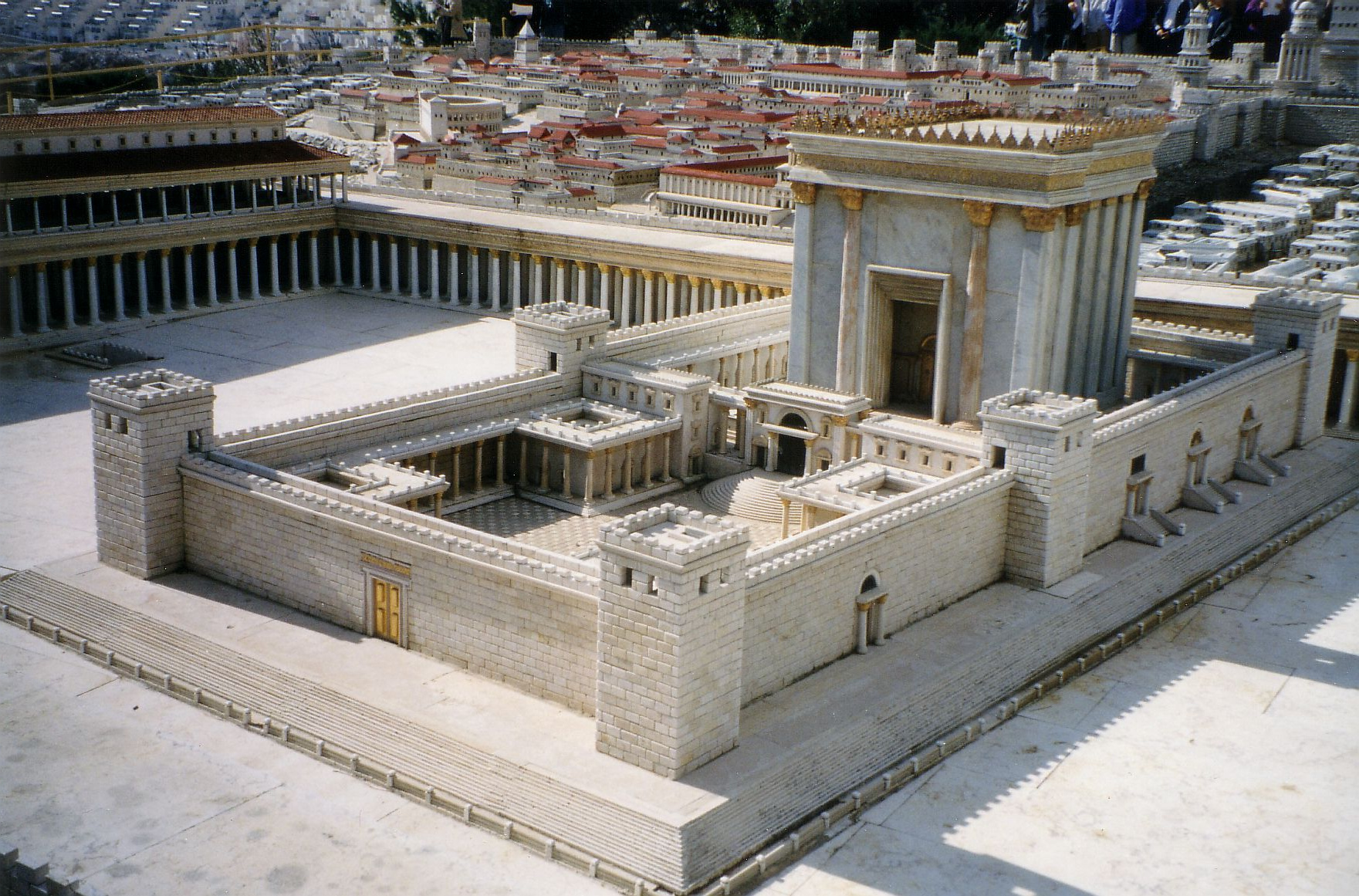
معبد در اورشلیم

یهودیت معبد دوم (انگلیسی: Second Temple Judaism) به دین یهودیت اشاره دارد که در طول دوره معبد دوم، که با ساخت معبد دوم اورشلیم در حدود ۵۱۶ قبل از میلاد آغاز شد و با محاصره اورشلیم (۷۰ میلادی) در سال ۷۰ میلادی توسط رومیان پایان یافت.  دوره دوم معبد با ظهور جریان‌های مذهبی متعدد و همچنین تحولات فرهنگی، مذهبی و سیاسی گسترده در میان یهودیان مشخص می‌شود. این شاهد پیشرفت قانون کتاب مقدس عبری، کنیسه و فرجام‌شناسی یهودی بود. علاوه بر این، ظهور مسیحیت اولیه در سالهای پایانی دوره معبد دوم آغاز شد.
بر اساس سنت یهودی، پیامبری اصیل (נְבוּאָה‎، نِوواه) در اوایل دوران معبد دوم پایان یافت؛ این امر باعث شد که یهودیان در زمانی که بیش از همیشه به هدایت الهی نیاز داشتند، از راهنمایی آسمانی خود محروم شوند. تحت سلطه هلنیستی، افزایش نفوذ فرهنگ یونانی بر یهودیت موجب نارضایتی یهودیان سنت‌گرا شد که به باورهای سخت‌گیرانه توحیدی پایبند بودند. مخالفت با تأثیرات هلنیستی بر آیین‌ها و سنت‌های مذهبی یهودی یکی از عوامل اصلی شورش مکابیان علیه امپراتوری سلوکی بود. پس از تأسیس دودمان حَسمونی، یهودیت سنتی توسط مکابیان در سراسر سرزمین اسرائیل احیا شد، زیرا آن‌ها قلمرو مستقل خود را گسترش دادند. سال‌های پایانی دوران معبد دوم شاهد شکل‌گیری چندین اندیشه مسیحایی یهودی بود. از حدود ۱۷۰ پیش از میلاد تا ۳۰ میلادی، پنج نسل پیاپی از «زوگوت» (رهبران دینی دوگانه) مسئول امور روحانی یهودیان بودند.
در اواخر دوران معبد دوم، چندین مکتب یا گروه یهودی پدیدار شدند. فریسیان، گروهی محترم و تأثیرگذار، معتقد بودند که هم تورات مکتوب و هم سنت‌های نیاکان به‌طور برابر الزام‌آورند و اعضای آن‌ها هم از میان کاهنان و هم از میان مردم عادی بودند. صدوقیان، که از کاهنان عالی‌رتبه و اشراف‌زادگان تشکیل می‌شدند، باور به رستاخیز مردگان را رد می‌کردند. اسینیان، آیین‌های معبد را نقد می‌کردند، کاهنان را نامشروع و مناسک را معیوب می‌دانستند. آن‌ها انتظار پیروزی نیکی بر بدی را داشتند و برخی از آن‌ها زندگی در انزوا را برمی‌گزیدند. با این حال، بیشتر یهودیان به هیچ گروه خاصی وابسته نبودند و به اجرای سنت‌های رایج مانند رعایت شبات، جشن گرفتن اعیاد، حضور در کنیسه، زیارت معبد، پیروی از قوانین غذایی و ختنه نوزادان پسر خود پایبند بودند.
پس از ویرانی معبد در سال ۷۰ میلادی، یهودیت از آیین‌های معبدمحور از جمله قربانی‌های مذهبی فاصله گرفت و خود را با ساختاری جدید و بدون مرکز مقدس تطبیق داد. فرقه‌گرایی یهودی از میان رفت، در حالی که فریسیان – که بعدها جای خود را به خاخام‌ها دادند – به نیروی اصلی تبدیل شدند. این گذار بر رعایت تورات، اعمال اخلاقی، نیایش جمعی و قوانین خاخامی تمرکز یافت و موجب پیدایش یهودیت ربانی شد؛ شکلی از یهودیت که از دوران باستان متأخر تاکنون شکل غالب این دین بوده است.